# Gorges de Sounda
 (septembre 2024).
Les gorges de Sounda sont des gorges de la république du Congo.

## Géographie
Elles sont situées dans le département du Kouilou, dans la partie sud-ouest du pays, à 300 km à l'ouest de la capitale politique Brazzaville, et à 115 km au nord-est de Pointe-Noire, la capitale économique située sur la côte Atlantique.

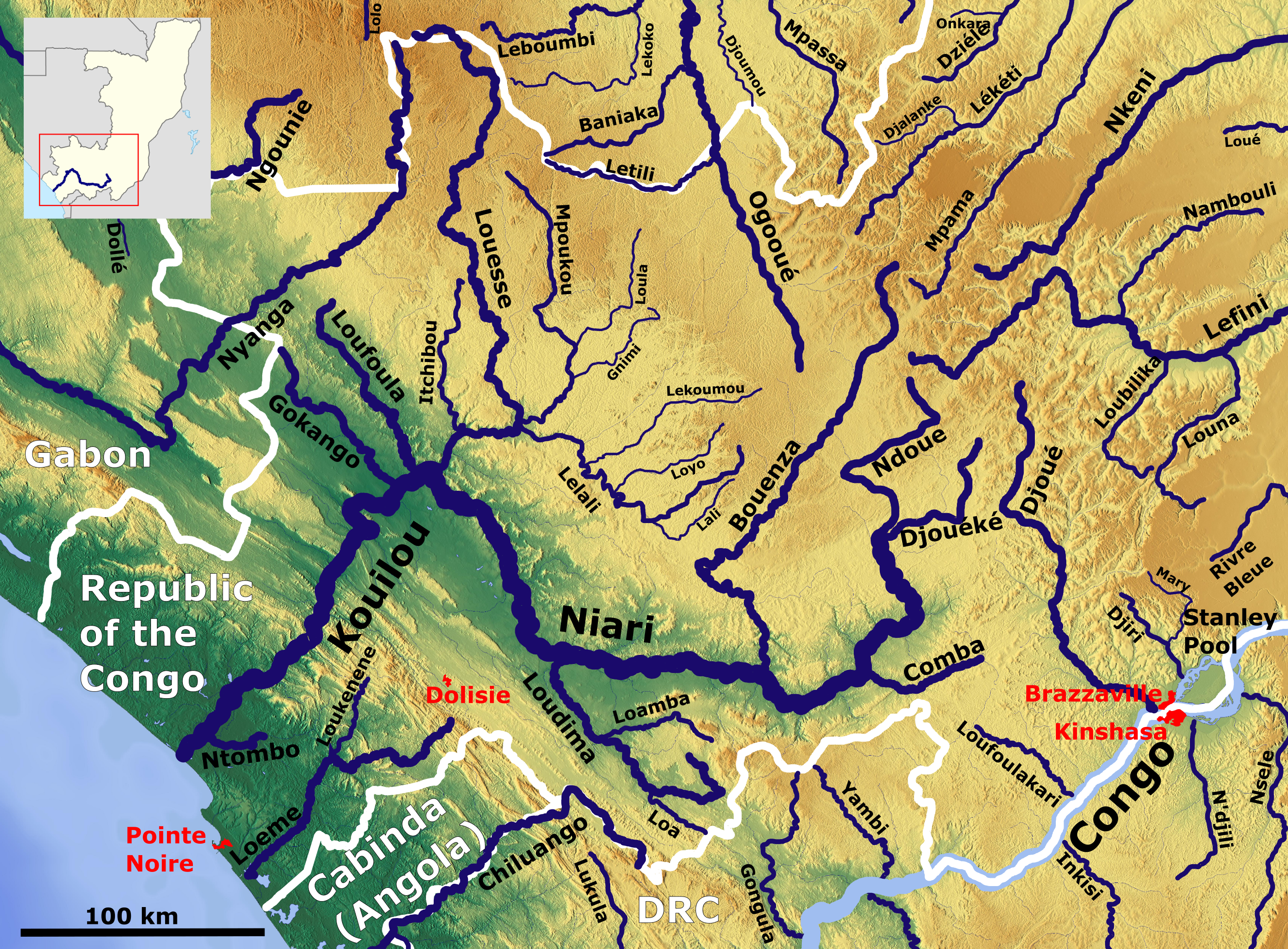
Bassin du Kouilou-Niari

Les gorges de Sounda sont creusées par le fleuve Kouilou-Niari entre deux rangées de hautes collines rocheuses (190 mètres). Couvertes de végétation, en dégradé de vert, rappelant celles du massif du Mayombe,.
Le point culminant du site s'élève à 396 mètres d'altitude. L'environnement immédiat des gorges se caractérise par sa faible densité de population, avec 8 habitants par kilomètre carré. 
La végétation est essentiellement une forêt de feuillus, avec une température moyenne annuelle dans la région de 20 °C. Le mois le plus chaud est celui de mars, avec une température moyenne de 22 °C, et le mois plus froid est juillet, avec une température 18 °C. Le mois le plus pluvieux est mars, avec une moyenne de 274 mm de précipitation, et le mois le plus sec est juillet, avec 2 mm de précipitation.

## Projet de construction d'un barrage hydro-électrique
Depuis les années 1950, plusieurs projets de construction d'un barrage hydro-électrique sont annoncés mais n'ont jamais vu le jour. 
En novembre 2017, la Banque mondiale estime entre 450 et 500 mégawatts la capacité de la future centrale hydroélectrique de Sounda. Cette prévision est le résultat d’études de pré-faisabilité réalisées par ladite institution et, selon lesquelles, la mise en place de l’infrastructure coûterait plus de 2 milliards de dollars. 
Le 19 septembre 2024, le gouvernement congolais annonce la construction d'un barrage et d'une centrale électrique d'une capacité de production de 600 à 800 MW entre 2025 et 2030 par la société chinoise China Overseas Co Ltd  et pour un coût estimé à 1 300 milliards de francs CFA soit plus de 8,5 milliards d'euros.